# Macrophya alboannulata
Macrophya alboannulata is een vliesvleugelig insect uit de familie van de bladwespen (Tenthredinidae). De wetenschappelijke naam van de soort is voor het eerst geldig gepubliceerd in 1859 door A. Costa.

## Kenmerken
De soort bereikt een lichaamslengte van 9 tot 11 millimeter. De zwarte bladwespen hebben een opvallend crèmekleurig patroon op hun poten. Over het voorste deel van het achterlijf loopt een smalle witte band. De plantwespen hebben twee kleine crèmekleurige vlekken in het achterste bovenste gedeelte van de kop. Bovendien lopen er aan de zijkanten van het borststuk crèmekleurige randen. In het achterste gedeelte van het borststuk bevinden zich meestal twee kleinere crèmekleurige vlekken. Er zijn zeer vergelijkbare soorten binnen het geslacht Macrophya.

## Verspreiding
De soort is wijdverspreid in Europa. Ze komt ook voor op de Britse eilanden. De soort ontbreekt op het Iberisch Schiereiland. In Azië strekt haar verspreidingsgebied zich uit van het Midden-Oosten (Iran) tot China.

## Levenswijze
De bladwespen vliegen van half april tot juli. Men vindt ze meestal langs bosranden. De larven eten van de bladeren van verschillende vlierensoorten, vooral van de gewone vlier.